# 昂特勒韦讷
昂特勒韦讷（法語：Entrevennes，法語發音：[ɑ̃tʁəvɛn]）是法国上普罗旺斯阿尔卑斯省的一个市镇，属于迪涅莱班区。

## 地理
昂特勒韦讷（43°56'16"N, 6°1'24"E）面积29.81 平方千米，位于法国普罗旺斯-阿尔卑斯-蓝色海岸大区上普罗旺斯阿尔卑斯省，该省份为法国东南部内陆省份，北起上阿尔卑斯省，西接沃克吕兹省，西北接德龙省，南至瓦尔省，东临滨海阿尔卑斯省，东北部与意大利接壤。
与昂特勒韦讷接壤的市镇（或旧市镇、城区）包括：布吕内、勒卡斯泰莱、皮米歇尔、圣让内、圣于连达斯。

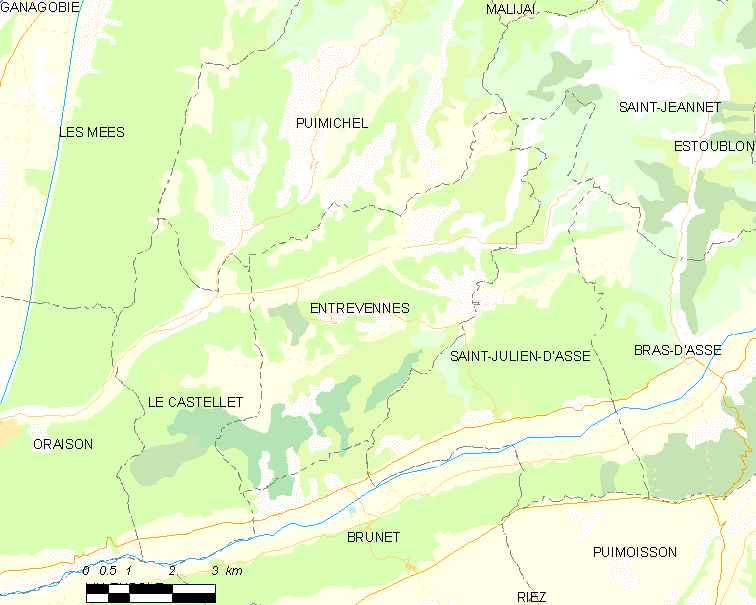
昂特勒韦讷的OSM定位图

昂特勒韦讷的时区为UTC+01:00、UTC+02:00（夏令时）。

## 行政
昂特勒韦讷的邮政编码为04700，INSEE市镇编码为04077。

## 政治
昂特勒韦讷所属的省级选区为里耶兹县。

## 人口

1962-2008年间昂特勒韦讷人口变化图示

昂特勒韦讷于2022年1月1日时的人口数量为169人。